# Oavgjort i två krig
Oavgjort i två krig är en bok från 2006 av Harry Järv. 
Boken behandlar Järvs erfarenheter under Finlands krig mot Sovjetunionen mellan åren 1939 och 1944. Boken är redigerad av Jan Linder.

## Utgåva
- Järv, Harry; Linder Jan (2006). Oavgjort i två krig: Finland - Sovjetunionen 1939-1944. Stockholm: Infomanager förlag Jan Linder. Libris 10285770. ISBN 9789163192739